# Euceraia rufovariegata
Euceraia rufovariegata är en insektsart som först beskrevs av Lucien Chopard 1918.  Euceraia rufovariegata ingår i släktet Euceraia och familjen vårtbitare. Inga underarter finns listade i Catalogue of Life.